# Chặng đua MotoGP Thái Lan 2023
Chặng đua MotoGP Thái Lan 2023 là chặng đua thứ 17 của mùa giải đua xe MotoGP 2023. Chặng đua diễn ra từ ngày 27/10/2023 đến ngày 29/10/2023 ở trường đua Chang, Thái Lan.
Jorge Martin của đội đua Pramac Racing là tay đua giành chiến thắng cả cuộc đua chính thức và cuộc đua Sprint race của thể thức MotoGP. Sau chặng đua Francesco Bagnaia dẫn đầu bảng xếp hạng tổng với 389 điểm.

## Kết quả phân hạng thể thức MotoGP
| Fastest session lap |

| Stt                | Số xe | Tay đua               | Xe      | Kết quả      | Kết quả  |
| Stt                | Số xe | Tay đua               | Xe      | Q1           | Q2       |
| ------------------ | ----- | --------------------- | ------- | ------------ | -------- |
| 1                  | 89    | Jorge Martín          | Ducati  | Vào thẳng Q2 | 1:29.287 |
| 2                  | 10    | Luca Marini           | Ducati  | Vào thẳng Q2 | 1:29.425 |
| 3                  | 41    | Aleix Espargaró       | Aprilia | Vào thẳng Q2 | 1:29.461 |
| 4                  | 72    | Marco Bezzecchi       | Ducati  | Vào thẳng Q2 | 1:29.483 |
| 5                  | 33    | Brad Binder           | KTM     | Vào thẳng Q2 | 1:29.496 |
| 6                  | 1     | Francesco Bagnaia     | Ducati  | Vào thẳng Q2 | 1:29.527 |
| 7                  | 73    | Álex Márquez          | Ducati  | 1:29.743     | 1:29.600 |
| 8                  | 93    | Marc Márquez          | Honda   | 1:29.830     | 1:29.622 |
| 9                  | 12    | Maverick Viñales      | Aprilia | Vào thẳng Q2 | 1:29.701 |
| 10                 | 20    | Fabio Quartararo      | Yamaha  | Vào thẳng Q2 | 1:29.707 |
| 11                 | 5     | Johann Zarco          | Ducati  | Vào thẳng Q2 | 1:29.923 |
| 12                 | 37    | Augusto Fernández     | KTM     | Vào thẳng Q2 | 1:30.077 |
| 13                 | 49    | Fabio Di Giannantonio | Ducati  | 1:29.850     | N/A      |
| 14                 | 25    | Raúl Fernández        | Aprilia | 1:29.914     | N/A      |
| 15                 | 43    | Jack Miller           | KTM     | 1:30.096     | N/A      |
| 16                 | 30    | Takaaki Nakagami      | Honda   | 1:30.115     | N/A      |
| 17                 | 44    | Pol Espargaró         | KTM     | 1:30.124     | N/A      |
| 18                 | 21    | Franco Morbidelli     | Yamaha  | 1:30.158     | N/A      |
| 19                 | 36    | Joan Mir              | Honda   | 1:30.263     | N/A      |
| 20                 | 88    | Miguel Oliveira       | Aprilia | 1:30.442     | N/A      |
| 21                 | 23    | Enea Bastianini       | Ducati  | 1:30.677     | N/A      |
| Kết quả chính thức |       |                       |         |              |          |

## Kết quả Sprint race
| Stt                                                          | Số xe | Tay đua               | Đội đua                      | Xe      | Lap | Kết quả   | Xuất phát | Điểm |
| ------------------------------------------------------------ | ----- | --------------------- | ---------------------------- | ------- | --- | --------- | --------- | ---- |
| 1                                                            | 89    | Jorge Martín          | Prima Pramac Racing          | Ducati  | 13  | 19:41.593 | 1         | 12   |
| 2                                                            | 33    | Brad Binder           | Red Bull KTM Factory Racing  | KTM     | 13  | +0.933    | 5         | 9    |
| 3                                                            | 10    | Luca Marini           | Mooney VR46 Racing Team      | Ducati  | 13  | +1.841    | 2         | 7    |
| 4                                                            | 93    | Marc Márquez          | Repsol Honda Team            | Honda   | 13  | +3.503    | 8         | 6    |
| 5                                                            | 41    | Aleix Espargaró       | Aprilia Racing               | Aprilia | 13  | +3.581    | 3         | 5    |
| 6                                                            | 72    | Marco Bezzecchi       | Mooney VR46 Racing Team      | Ducati  | 13  | +4.029    | 4         | 4    |
| 7                                                            | 1     | Francesco Bagnaia     | Ducati Lenovo Team           | Ducati  | 13  | +4.121    | 6         | 3    |
| 8                                                            | 73    | Álex Márquez          | Gresini Racing MotoGP        | Ducati  | 13  | +6.727    | 7         | 2    |
| 9                                                            | 5     | Johann Zarco          | Prima Pramac Racing          | Ducati  | 13  | +7.323    | 11        | 1    |
| 10                                                           | 43    | Jack Miller           | Red Bull KTM Factory Racing  | KTM     | 13  | +9.240    | 15        |      |
| 11                                                           | 20    | Fabio Quartararo      | Monster Energy Yamaha MotoGP | Yamaha  | 13  | +9.339    | 10        |      |
| 12                                                           | 36    | Joan Mir              | Repsol Honda Team            | Honda   | 13  | +10.356   | 19        |      |
| 13                                                           | 23    | Enea Bastianini       | Ducati Lenovo Team           | Ducati  | 13  | +12.312   | 21        |      |
| 14                                                           | 25    | Raúl Fernández        | CryptoData RNF MotoGP Team   | Aprilia | 13  | +15.390   | 14        |      |
| 15                                                           | 21    | Franco Morbidelli     | Monster Energy Yamaha MotoGP | Yamaha  | 13  | +15.535   | 18        |      |
| 16                                                           | 44    | Pol Espargaró         | GasGas Factory Racing Tech3  | KTM     | 13  | +15.644   | 17        |      |
| 17                                                           | 88    | Miguel Oliveira       | CryptoData RNF MotoGP Team   | Aprilia | 13  | +17.753   | 20        |      |
| 18                                                           | 12    | Maverick Viñales      | Aprilia Racing               | Aprilia | 13  | +22.675   | 9         |      |
| 19                                                           | 30    | Takaaki Nakagami      | LCR Honda Idemitsu           | Honda   | 13  | +37.854   | 16        |      |
| Ret                                                          | 49    | Fabio Di Giannantonio | Gresini Racing MotoGP        | Ducati  | 9   | Bỏ cuộc   | 13        |      |
| Ret                                                          | 37    | Augusto Fernández     | GasGas Factory Racing Tech3  | KTM     | 5   | Tai nạn   | 12        |      |
| Fastest sprint lap: Jorge Martín (Ducati) – 1:30.178 (lap 4) |       |                       |                              |         |     |           |           |      |
| Kết quả chính thức                                           |       |                       |                              |         |     |           |           |      |

## Kết quả đua chính thể thức MotoGP
| Stt                                                      | Số xe | Tay đua               | Đội đua                      | Xe      | Lap | Kết quả            | Xuất phát | Điểm |
| -------------------------------------------------------- | ----- | --------------------- | ---------------------------- | ------- | --- | ------------------ | --------- | ---- |
| 1                                                        | 89    | Jorge Martín          | Prima Pramac Racing          | Ducati  | 26  | 39:40.045          | 1         | 25   |
| 2                                                        | 1     | Francesco Bagnaia     | Ducati Lenovo Team           | Ducati  | 26  | +0.253             | 6         | 20   |
| 3                                                        | 33    | Brad Binder           | Red Bull KTM Factory Racing  | KTM     | 26  | +0.114             | 5         | 16   |
| 4                                                        | 72    | Marco Bezzecchi       | Mooney VR46 Racing Team      | Ducati  | 26  | +2.005             | 4         | 13   |
| 5                                                        | 20    | Fabio Quartararo      | Monster Energy Yamaha MotoGP | Yamaha  | 26  | +4.550             | 10        | 11   |
| 6                                                        | 93    | Marc Márquez          | Repsol Honda Team            | Honda   | 26  | +5.362             | 8         | 10   |
| 7                                                        | 10    | Luca Marini           | Mooney VR46 Racing Team      | Ducati  | 26  | +6.778             | 2         | 9    |
| 8                                                        | 41    | Aleix Espargaró       | Aprilia Racing               | Aprilia | 26  | +7.303             | 3         | 8    |
| 9                                                        | 49    | Fabio Di Giannantonio | Gresini Racing MotoGP        | Ducati  | 26  | +7.569             | 13        | 7    |
| 10                                                       | 5     | Johann Zarco          | Prima Pramac Racing          | Ducati  | 26  | +9.377             | 11        | 6    |
| 11                                                       | 21    | Franco Morbidelli     | Monster Energy Yamaha MotoGP | Yamaha  | 26  | +11.168            | 18        | 5    |
| 12                                                       | 36    | Joan Mir              | Repsol Honda Team            | Honda   | 26  | +11.990            | 19        | 4    |
| 13                                                       | 23    | Enea Bastianini       | Ducati Lenovo Team           | Ducati  | 26  | +12.323            | 21        | 3    |
| 14                                                       | 30    | Takaaki Nakagami      | LCR Honda Idemitsu           | Honda   | 26  | +14.537            | 16        | 2    |
| 15                                                       | 25    | Raúl Fernández        | CryptoData RNF MotoGP Team   | Aprilia | 26  | +15.093            | 14        | 1    |
| 16                                                       | 43    | Jack Miller           | Red Bull KTM Factory Racing  | KTM     | 26  | +17.640            | 15        |      |
| 17                                                       | 37    | Augusto Fernández     | GasGas Factory Racing Tech3  | KTM     | 26  | +21.307            | 12        |      |
| 18                                                       | 44    | Pol Espargaró         | GasGas Factory Racing Tech3  | KTM     | 26  | +21.435            | 17        |      |
| Ret                                                      | 12    | Maverick Viñales      | Aprilia Racing               | Aprilia | 23  | Bỏ cuộc            | 9         |      |
| Ret                                                      | 73    | Álex Márquez          | Gresini Racing MotoGP        | Ducati  | 12  | Tai nạn            | 7         |      |
| Ret                                                      | 88    | Miguel Oliveira       | CryptoData RNF MotoGP Team   | Aprilia | 6   | Trục trặc kỹ thuật | 20        |      |
| Fastest lap: Marco Bezzecchi (Ducati) – 1:30.896 (lap 9) |       |                       |                              |         |     |                    |           |      |
| Kết quả chính thức                                       |       |                       |                              |         |     |                    |           |      |

## Bảng xếp hạng sau chặng đua
|   | Stt | Tay đua           | Điểm |
| - | --- | ----------------- | ---- |
|   | 1   | Francesco Bagnaia | 389  |
|   | 2   | Jorge Martín      | 376  |
|   | 3   | Marco Bezzecchi   | 310  |
|   | 4   | Brad Binder       | 249  |
| 1 | 5   | Aleix Espargaró   | 198  |

|   | Stt | Xưởng đua | Điểm |
| - | --- | --------- | ---- |
|   | 1   | Ducati    | 589  |
|   | 2   | KTM       | 321  |
|   | 3   | Aprilia   | 287  |
| 1 | 4   | Honda     | 166  |
| 1 | 5   | Yamaha    | 165  |

|  | Stt | Đội đua                     | Điểm |
|  | --- | --------------------------- | ---- |
|  | 1   | Prima Pramac Racing         | 570  |
|  | 2   | Mooney VR46 Racing Team     | 474  |
|  | 3   | Ducati Lenovo Team          | 444  |
|  | 4   | Red Bull KTM Factory Racing | 393  |
|  | 5   | Aprilia Racing              | 368  |